# Karsten Landro
Karsten Landro, född 1957 i Ommel, är en dansk lärare och politiker (Konservative Folkeparti).
Landro är utbildad till grundskolelärare vid Skårup Seminarium 1980 och har sedan dess arbetat som viceskoleinspektør på Marstals skola.
Landro blev först vald till borgmästare för Konservative Folkeparti i Marstals kommun 1997. När Marstals kommun och Ærøskøbings kommun slogs ihop till Ærø kommun ställde han upp som partiets borgmästarkandidat, men fick se sig slagen av socialdemokraten Jørgen Otto Jørgensen.
I kommunvalet 2009 lyckades de konservativa tillsammans med partiet Ærø Borgerliste att bilda en majoritet och Karsten Landro valdes till Ærø kommuns andra borgmästare, en post som han tillträdde den 1 januari 2010.